# Zeljko Radovic
Zeljko Radovic (* 6. April 1974 in Wien) ist ein ehemaliger österreichischer Fußballspieler und nunmehriger -trainer.

## Karriere

### Als Spieler
Der Stürmer Radovic begann seine Karriere in der Jugend des First Vienna FC. Nach einer halbjährigen Leihe beim SR Donaufeld Wien spielte er ab 1994 in der ersten Mannschaft der Vienna in der zweiten österreichischen Liga. Drei Jahre später erreichte er mit den Wienern das Endspiel um den ÖFB-Pokal, das sie jedoch mit 1:2 gegen den SK Sturm Graz verloren. Am Saisonende wurde Radovic als Fußballer des Jahres der Ersten Liga 1997 ausgezeichnet und wechselte zum Bundesligisten Grazer AK, mit dem er im Jahr 2000 den ÖFB-Pokal gewann. Aufgrund seiner guten Leistungen wurde Radovic unter Otto Barić erstmals auch in die österreichische Fußballnationalmannschaft einberufen, in der er am 16. August 2000 beim 1:1 auswärts gegen Ungarn sein erstes und einziges Länderspiel für Österreich absolvierte. Er wechselte danach zum SK Rapid Wien und ein Jahr später zur SV Ried.
Nach dem Abstieg der Rieder aus der Bundesliga im Jahre 2003 wechselte Radovic zum deutschen Zweitligisten Arminia Bielefeld. Mit der Arminia stieg er in der Saison 2003/04 in die Bundesliga auf, kam aber in der folgenden Saison nur noch in Bielefelds zweiter Mannschaft zum Einsatz. Daraufhin kehrte Radovic nach Österreich zurück und schloss sich dem Kapfenberger SV an. Im Jahre 2007 ging Radovic dann zum Regionalligisten SV Wienerberger, bevor er seine Karriere bei den Amateurvereinen IC Favoriten, Landstraßer AC, SC Team Wiener Linien und SC Leopoldsdorf ausklingen ließ.

### Als Trainer
Radovic beendete seine Karriere im Jahre 2011. Von 2011 bis März 2019 arbeitete er als Jugendtrainer beim SK Rapid Wien. Im März 2019 übernahm er die zweite Mannschaft von Rapid, die in der Regionalliga Ost spielte. Mit dieser stieg er 2020 in die 2. Liga auf. Kurz vor Beginn der Saison 2020/21 löste er seinen Vertrag bei Rapid im September 2020 auf.

## Erfolge
- ÖFB-Pokalsieger: 2000
- Fußballer des Jahres der Ersten Liga: 1997